# Music by Prudence
Music by Prudence ist ein US-amerikanischer Dokumentarfilm des Regisseurs Roger Ross Williams aus dem Jahr 2010. Der Kurzfilm erzählt die Geschichte der 21-jährigen Sängerin Prudence Mabhena aus Simbabwe und gewann einen Oscar als Bester Dokumentar-Kurzfilm.

## Handlung
Der Film porträtiert die Band Liyana aus Simbabwe um die junge Sängerin Prudence Mabhena. Die Band wurde wenige Jahre vor dem Filmdreh aus einem Projekt einer Schule in Bulawayo gegründet. Sowohl Mabhena als auch ihre sieben Bandkollegen sind körperlich behindert. In der Gesellschaft, in der die Band aufwuchs und lebt, gelten Behinderungen noch immer als ein Werk böser Magie. Die dadurch resultierenden scheinbar unüberbrückbaren Schwierigkeiten und der Weg zur Überwindung dieser Probleme werden im Film aufgezeigt.

## Charaktere
Die Band Liyana setzt sich aus den folgenden Bandmitgliedern zusammen: 
- Sängerin Prudence Mabhena, die an einer angeborenen Gelenksteife (Arthrogryposis multiplex congenita) leidet.
- Keyboarder und Background-Sänger Tapiwa Nyengera, der eine Neuralrohrfehlbildung (Spina bifida) hat.
- Marimba-Spieler Energy Maburutse hat die sogenannte Glasknochenkrankheit (Osteogenesis imperfecta).
- Marimba-Spieler Honest Mupatse ist Bluter.
- Background-Sänger Marvelous Mbulo leidet an Muskeldystrophie.
- Der gehörlose Vusani Vuma spielt Bass-Marimba.
- Drummer Goodwell Nzou verlor ein Bein durch Amputation.
- Keyboarder Farai Mabhande leidet wie Sängerin Mabhena an AMC.

## Produktion und Entstehung
Der Afroamerikaner Roger Ross Williams arbeitete als Produzent und Regisseur für verschiedene Fernsehsendungen und -filme. Er wollte unbedingt einen Film drehen, dieser sollte nach Möglichkeit in Afrika spielen. Williams beauftragte seine Nachbarin, die Journalistin und Produzentin Elinor Burkett, eine Idee für seinen Film zu finden. Burkett schlug ihm die Geschichte um die Band Liyana vor und Williams sagte begeistert zu, so dass bald die Dreharbeiten in Simbabwe beginnen konnten. Williams und Burkett verstanden sich zu Beginn der Arbeiten an dem Projekt sehr gut, doch als es um die Erzählweise des Films ging, traten Differenzen auf. Williams wollte sich auf Sängerin Prudence Mabhena fokussieren, wohingegen Burkett die gesamte Band in den Mittelpunkt stellen wollte. Burkett wurde daraufhin etwa ein Jahr vor Veröffentlichung des Films von ihren Aufgaben entbunden und taucht im späteren Film auch nicht in den Credits auf. Burkett klagte gegen den Rausschmiss, beide Parteien einigten sich schließlich außergerichtlich. 
Bei der Oscarverleihung 2010 kam es zu einem kleinen Eklat, als Burkett, der aufgrund ihrer früheren Mitarbeit ebenfalls ein Oscar verliehen wurde, während Williams' Dankesrede auf die Bühne trat und ihn unterbrach. Williams äußerte sich später dazu wie folgt: Ich war der Regisseur, sie wurde vor fast einem Jahr von dem Projekt ausgeschlossen. Die Rechte zum Film liegen bei mir, sie hat keine. Sie hat nichts mehr mit dem Film zu tun und hat mich hinterrücks überfallen. Ich war recht geschockt. Eine amüsante Note erhält die Anekdote mit der Aussage Burketts, dass Williams' 87-jährige Mutter ihr mit einer Krücke den Weg zur Bühne verstellt haben soll, weshalb sie diese zu spät erreichte.

## Premiere
Der Film feierte am 12. Mai 2010 auf dem Pay-TV-Sender HBO Premiere.

## Auszeichnungen
Music by Prudence gewann bei der Oscarverleihung 2010 einen Oscar in der Kategorie Bester Dokumentar-Kurzfilm. Der Preis ging an Regisseur und Produzent Roger Ross Williams und an die ehemalige Produzentin Elinor Burkett. 
Weitere Auszeichnungen erhielt der Film als bester Kurzfilm beim Africa World Documentary Film Festival und beim DocuWest Film Festival. Außerdem gewann Music by Prudence einen Publikumspreis beim Florida Film Festival.